# Tarık Altuntaş
Tarık Altuntaş (* 23. August 1991 in Bor) ist ein türkischer Fußballspieler.

## Karriere
Altuntaş begann mit dem Vereinsfußball 2006 in der Jugend von Karacailyas Belediyespor und wechselte 2009 in die Jugend von Mersin İdman Yurdu. 2011 erhielt er hier einen Profivertrag, spielte aber weiterhin für die Reservemannschaft.
Von Zeit zu Zeit wurde er in den Profikader aufgenommen und so absolvierte er im April 2012 eine Erstligapartie gegen Eskişehirspor. In der Saison 2012/13 spielte er ausschließlich für die Reservemannschaft, war aber für die Profimannschaft spielberechtigt und nahm regelmäßig an deren Training teil.
Im Sommer 2013 wechselte er zu  Balçova Belediyespor.